# Autumn Tears
Autumn Tears (englisch für „Herbsttränen“) ist eine US-amerikanische Band aus Billerica in Massachusetts, die 1995 von Erika Tandy und Ted Tringo gegründet wurde. Die Musik der Gruppe kann im Wesentlichen der Neoklassik zugeordnet werden, enthält aber auch Elemente aus anderen Stilrichtungen. Das bislang letzte Album The Hallowing entfernt sich weit von der Neoklassik und konzentriert sich auf symphonische Einflüsse.

## Geschichte

### Love Poems for Dying Children
Nach der ersten Phase des Schreibens und Probens gingen Tandy und Tringo in die West Sound Studios und nahmen das Ergebnis der Arbeit auf. Im April 1996 kam das Debütalbum auf dem eigenen Independent-Label Dark Symphonies heraus. Symphonische Klänge und Einflüsse aus altertümlichen Gesängen vereinigen sich zu Arrangements, die der Hörerschaft intensive Gefühle von Trauer und Einsamkeit vermitteln sollen. Als weitere Einflüsse werden Bands wie Dead Can Dance, Stoa und Enya genannt. 
Das zweite Album Love Poems for Dying Children... Act II: The Garden Of Crystalline Dreams wurde im Mai 1997 veröffentlicht. Danach verließ Tandy die Band, um ein Buch zu schreiben.
Da die limitierte Auflage des Debütalbums längst ausverkauft war, wurde es 1998 in einer optisch und akustisch völlig überarbeiteten Version neu herausgegeben. Die neue Sängerin Jennifer LeeAnna hatte ihren ersten Einsatz auf dem Bonus-Track und auch Tandy kehrte kurzfristig zurück.
Nachdem von der Band zwei Jahre mit Ausnahme der Neuausgabe kaum etwas zu hören war, wurde 1999 die Mini-CD Absolution herausgebracht. Teile des Materials waren eigentlich für andere Produktionen vorgesehen, die dann aber nicht zustande kamen. Auch hier sind beide Sängerinnen zu hören.
Im Dezember 1999 kehrte Tandy zur Band zurück. Im Juni 2000 wurde dann Love Poems for Dying Children, Act III... Winter and the Broken Angel veröffentlicht und die Trilogie der Love Poems vor Dying Children vollendet. Tandy und LeeAnna sangen auf diesem Album sowohl solo als auch gemeinsam.

### Eclipse
2001 zog Tandy nach Texas um, steuerte aber noch ihren Gesang zum nächsten Album bei. Im Gegensatz zu früheren Produktionen waren diesmal vergleichsweise viele andere Musiker beteiligt. Terran Olson (früher bei maudlin of the Well und Kayo Dot), Greg Ball (bekannt von Long Winters Stare und Sound of Enoch) sowie Laurie Ann Haus (sang bereits bei Fell Within, Ephemeral Sin, ihrer eigenen Band Todesbonden und anderen Projekten). Im Herbst 2004 war dann das Album Eclipse vollendet. Tandy verließ Autumn Tears jetzt endgültig, um sich ihrer neuen Band Ignitor zu widmen.

### The Hallowing
2007 kam das Album The Hallowing heraus, von dem die Band selbst „gerüchteweise“ angibt, es solle ihr letztes sein. Die limitierte Erstausgabe war bereits in drei Wochen ausverkauft, daher wurde es neu aufgelegt. Mit The Hallowing will Autumn Tears den ursprünglichen neoklassischen Sound abstreifen und sich mehr auf Elemente der traditionellen Klassik und Kammermusik konzentrieren. Als Beispiele für bestimmende Einflüsse werden Bach, Brahms, Haydn und Mahler genannt. Anstelle der üblichen Keyboards und Samples wurden live aufgenommene Instrumentierungen verwendet, Streicher, Holzblasinstrumente, Oboe, französisches Horn und Operngesang.
Obwohl vorerst keine weiteren Aktivitäten geplant sind, gilt Autumn Tears nicht als aufgelöst, eher als „im Winterschlaf befindlich“, wie bereits in früheren Phasen. Wie bereits beim Debüt sind in nicht allzu ferner Zukunft auch zum zweiten und dritten Album der Trilogie überarbeitete Neuausgaben zu erwarten.  

## Diskografie
- 1996: Love Poems for Dying Children... Act I
- 1997: Love Poems for Dying Children... Act II: The Garden of Crystalline Dreams
- 1998: Love Poems for Dying Children... Act I; REPRISE MCMXCVIII (Neuausgabe des 1996er-Albums mit Bonus-Track)
- 1999: Absolution (EP)
- 2000: Love Poems for Dying Children... Act III: Winter and the Broken Angel
- 2004: Eclipse
- 2007: The Hallowing